# Henri Sensever

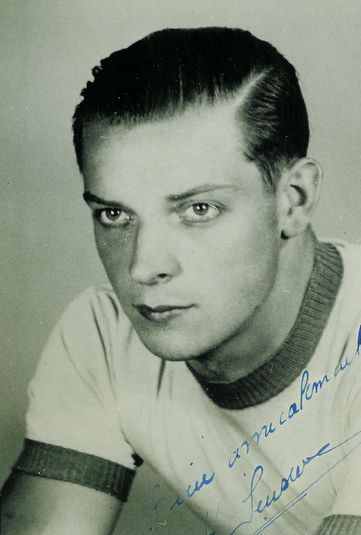
Henri Sensever (1943)

Jean Henri Sensever (* 16. Februar 1922 in Tarbes; † 31. August 2009 ebenda) war ein französischer Radrennfahrer und nationaler Meister im Radsport.

## Sportliche Laufbahn
Sensever war im Bahnradsport aktiv. Bei den Bahnradsport-Weltmeisterschaften 1947 gewann er die Bronzemedaille im Sprint der Amateure hinter dem Sieger Reg Harris. 
1946 und 1947 siegte er in der nationalen Meisterschaft im Sprint der Amateure. Sensever gewann einige Grand Prix im Sprint, darunter den von London 1948 und den traditionsreichen Grand Prix d’Angers 1947 vor Fernand Vidal. 1944 und 1947 war er im Grand Prix Cyclo-Sport de vitesse erfolgreich.